# Trophée Ruinart
Le Trophée Ruinart est un prestigieux concours international institutionnel des meilleurs sommeliers de France depuis 1979 et d'Europe depuis 1988. Parrainé par la maison de Champagne Ruinart de Reims et l'Association de la sommellerie internationale (ASI), il cesse en 2007. Il est remplacé en 2009 par le Trophée Duval-Leroy.

## Historique
En 1979 la Maison Ruinart (groupe LVMH), fête son 250e anniversaire en lançant le « Trophée Ruinart » du Meilleur jeune sommelier de France (La Maison Ruinart est la plus ancienne des maisons de Champagne, créée en 1729 à Reims).
Ce célèbre trophée est arrêté en 2007. Il est remplacé en 2009 par le « Trophée Champagne Duval-Leroy » du Meilleur jeune sommelier de France pour célébrer les 150 ans de la maison familiale et indépendante.